# Árva (comitaat)
Het comitaat Arwa (Hongaars: Árva vármegye, Latijn: comitatus Arvensis) is een historisch Hongaars comitaat, tegenwoordig grotendeels gelegen in Slowakije en voor een klein gedeelte in Polen. Het comitaat bestond tussen het einde van de 14e eeuw en 1920. Het gebied werd in de beginjaren bestuurd vanuit het kasteel van Árva (Oravský Podzámok (Hongaars: Árvaváralja), later vanuit Velicsna (ook: Nagyfalu, Slowaaks: Veličná) en vanaf het einde van de 17e eeuw vanuit de stad Alsókubin (thans Dolný Kubín).

## Ligging
Het historische comitaat ligt tegenwoordig in het midden-noorden van Slowakije, in het Tatragebergte en in het Poolse Malopolska. Het comitaat grensde in het noorden aan Polen en vanaf 1772 aan het Oostenrijkse kroonland Galicië, in het zuidwesten aan het comitaat Trencsén en het comitaat Turóc en in het zuiden aan het comitaat Liptó. Door het gebied stroomt de rivier de Orava, die in het Hongaars Árva heet en waaraan het comitaat zijn naam dankt. Het gebied wordt in het Slowaaks en in het Pools nog steeds onder de naam Orava aangeduid

## Districten
| Stoeldistricten (járások) | Stoeldistricten (járások)           |
| Stoeldistrict             | Hoofdplaats                         |
| ------------------------- | ----------------------------------- |
| Alsókubin                 | Alsókubin, tegenwoordig Dolný Kubín |
| Námesztó                  | Námesztó, tegenwoordig Námestovo    |
| Trsztena                  | Trsztena, tegenwoordig Trstená      |
| Vár („Burcht“)            | Turdossin, tegenwoordig Tvrdošín    |

Het noordelijke deel van Trsztena ligt tegenwoordig in Polen, de rest van het voormalige comitaat behoort tot Slowakije.